# Cream Records
Cream Records är ett skivbolag grundat av Alvin Bennett år 1968, efter att han sålt Liberty Records till Transamerica Corporation. 1977 tog företaget över Hi Records från Willie Mitchell. Sedan 1989 har företaget (som Hi Records) ledats av Adalah Bennett Shaw, Alvins dotter.